# Hou je echt nog van mij, Rocking Billy?
Hou je echt nog van mij, Rocking Billy? is een liedje populair gemaakt door Ria Valk.
Ria Valk behoorde toen tot het zogenoemde Klasje van Phonogram, een aantal uiteenlopende muzikanten waarvoor Phonogram eigenlijk alles regelde. Ook Willeke Alberti en Anneke Grönloh maakten er deel van uit. In dat kader mocht Ria Valk in 1960 het oorspronkelijk Zweedse Är du kär i mej ännu Klas-Göran? van Stig Anderson voor Lill-Babs geschreven opnemen in een vertaling van Willy Rex. Jack Bulterman trad op als arrangeur en orkestleider. Dit rock-'n-rollachtige nummer vormde destijds een uitzondering binnen het repertoire dat op Phonogram verscheen, maar met de komst van Peter Koelewijn zette zich een omslag in. Valk werd met het plaatje de vrouwelijke tegenhanger van Peter Koelewijn. Op de B-kant van de single Fontana Records 266124 TF werd Darling, ik ben zo blij van Ria Valk zelf gezet. Een promotiefilmpje werd geschoten in een koeien- en schapenstal (er is geloei te horen).
Valk zou met het plaatje 27 weken in de hitparade staan (Tijd voor Teenagers, een top 20) en hield er drie weken de vierde plaats bezet in februari 1961. In die periode verkocht ze meer dan 100.000 exemplaren van Hou je echt nog van mij, dat goud werd. In België verkocht het plaatje ook redelijk; in de voorloper van de Ultratop Top 50 van Vlaanderen stond het acht weken genoteerd met hoogste positie 15.
A- en B-kant zouden een jaar later ook geperst worden op een Extended play (Fontana 463 218 TE).
Er zijn van het Zweedse lied nog een tweetal Nederlandstalige covers bekend: Rocking Billy van Leentje en Houw je egt nog van mei, Rocking Billie van Jettie Pallettie.